# Mars & Roses
Mars & Roses è il quinto album in studio della cantante giapponese Misia, pubblicato nel 2004.

## Tracce
1. In My Soul – 4:29
2. Sunshine – 4:36
3. Snow Song – 4:59
4. Little Rose – 4:52
5. Interlude: When Misia was 7 – 1:07
6. Groovin' – 4:19
7. Eyes on Me – 4:44
8. Challenger – 4:59
9. Namida no Present (涙のプレゼント) – 4:59
10. Diamond – 4:36
11. Akai Inochi (赤い命) – 4:52 – feat. Erykah Badu
12. Kokoro Hitotsu (心ひとつ) – 4:38
13. Snow Song (Live Version) (Bonus Track) – 5:31